# Gletsch

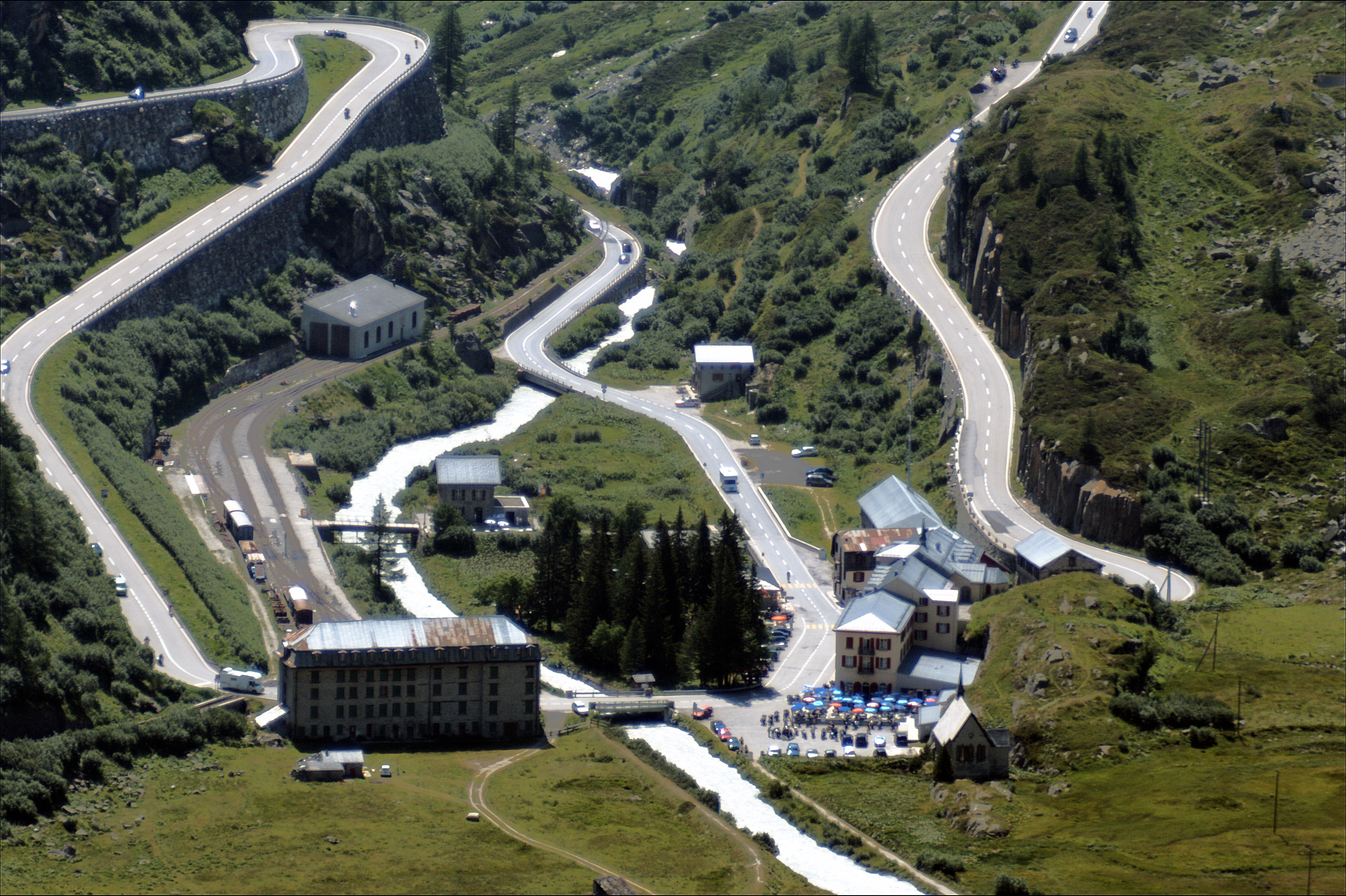
Gletsch amb les carreteres del coll de Furka (esquerre) i Grimsel (dreta)

Gletsch (1,757 m) és un llogarret de parla alemanya del cantó de Valais, que es troba la vall superior del Roine anomenada Obergoms (Goms Superior), 2.5 quilòmetres al sud-est de la boca de la glacera del Roine.
Rep el nom de Gletsch (versió escurçada de Gletscher, el terme alemany per glacera), perquè el seu primer edifici fou el predecessor de l'Hôtel Glacier du Rhône (c. 1860) construït al nivell de 1830 de la boca de la glacera. Pertany al municipi d'Obergoms.
Gletsch es troba a la cruïlla del Pas de Grimsel (que porta a l'Oberland bernès) i del Coll Furka (que porta a Andermatt, la creu del transport de la Suïssa central, i finalment cap a la Suïssa Central, Surselva als Grisons, o el Cantó de Ticino). L'estació de tren de Gletsch és operada per la Dampfbahn Furka-Bergstrecke (DFB, ferrocarril de vapor de Furka).